# Municipio de Edna (Dakota del Norte)
El municipio de Edna (en inglés: Edna Township) es un municipio ubicado en el condado de Barnes en el estado estadounidense de Dakota del Norte. En el año 2010 tenía una población de 76 habitantes y una densidad poblacional de 0,82 personas por km².

## Geografía
El municipio de Edna se encuentra ubicado en las coordenadas 47°7′4″N 98°16′3″O / 47.11778, -98.26750. Según la Oficina del Censo de los Estados Unidos, el municipio tiene una superficie total de 92.7 km², de la cual 89,21 km² corresponden a tierra firme y (3,76 %) 3,49 km² es agua.

## Demografía
Según el censo de 2010, había 76 personas residiendo en el municipio de Edna. La densidad de población era de 0,82 hab./km². De los 76 habitantes, el municipio de Edna estaba compuesto por el 100 % blancos. Del total de la población el 0 % eran hispanos o latinos de cualquier raza.